# معهد كورتشاتوف

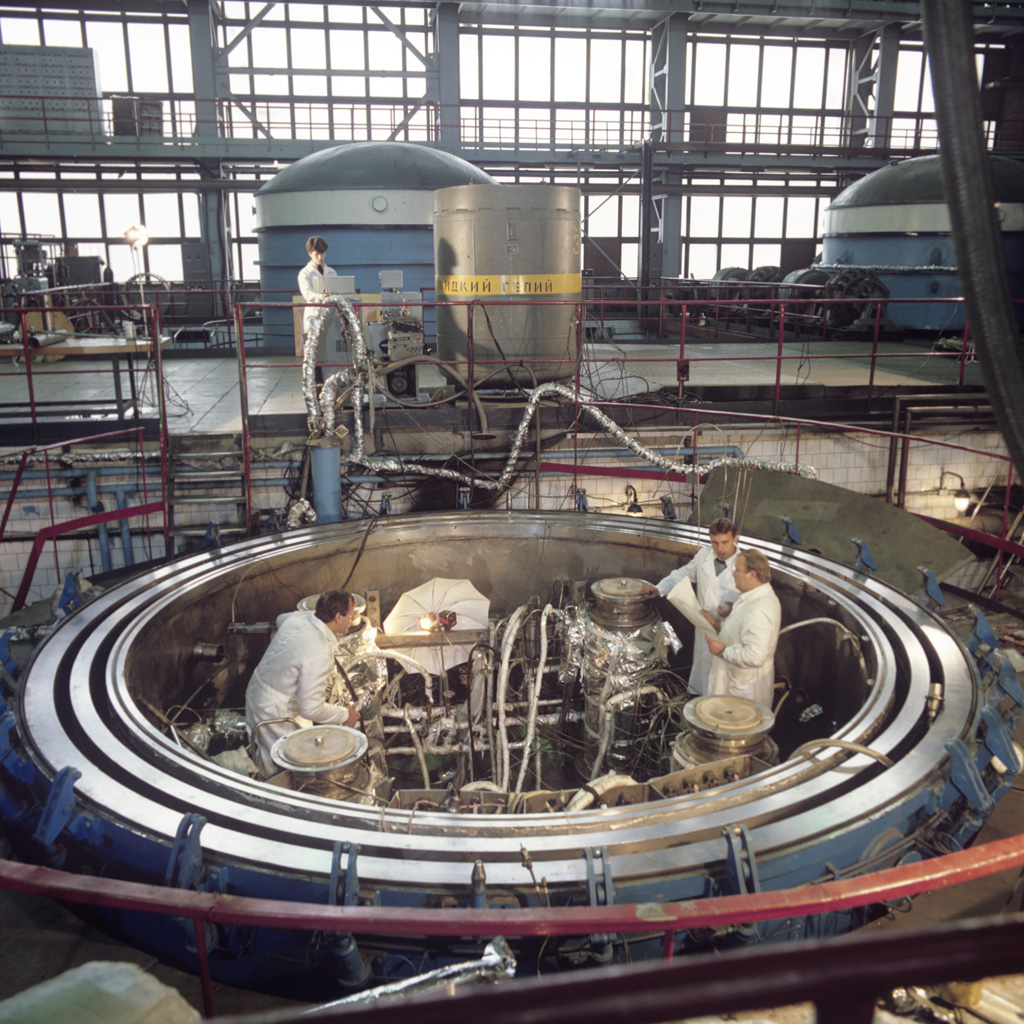

تشكل الدراسات النووية الحرارية أحد الاتجاهات الأساسية لعمل معهد كورتشاتوف. ومن هذه الناحية كان المعهد أول مؤسسة في البحث العلمي في روسيا والاتحاد السوفيتي بدأت البحوث النووية الحرارية. في هذا المعهد بالذات تم اختراع وصنع أول جهاز نووي حراري عرف باسم «توكاماك» اعتمد كأساس كأساس لبناء أول مفاعل نووي حراري تجريبي اليوم.
يتطلب التفاعل النووي الحراري استمرار بقاء البلازما الفائقة الحرارة لنظائر الهيدروجين لفترة زمنية طويلة بهذا القدر أو ذاك. وقد أظهرت التجربة ان العلماء السوفيت الذين طرحوا فكرة «توكاماك» أي صنع حجرة بشكل طوق ذي ملفات كهرمغناطيسية كانوا اقرب الناس إلى حل هذه المعضلة.
ان أساس «توكاماك» يتمثل في حجرة مفرغة من الهواء بشكل طوق. وتطلق على هذا الشكل الهندسي اسم الطوق وباللاتينية" torus ". ولهذا فان الحجرة تكون«طوقية» الشكل. ويتم فيها احراق البلازما. ويلف الطوق بحلقات من ملفات مغناطيس كهربائي قوي يضغط بمجاله على السيل البلازمي. وتقوم الوحدة الكهربائية في وسط الطوق بطرد البلازما في حركة دائرية. والجهاز الذي نراه الآن هو «توكاماك _ 15» _ أي التوكاماك من آخر جيل. ونصب فيه أقوى مغناطيس كهربائي فائق التوصيل في العالم. ويقول الخبراء الروس إن الإمكانيات التجريبية التي يوفرها «جهاز توكاماك -15» لتسخين البلازما، تعتبر بحكم خصائصه المميزة فريدة من نوعها وليس لها مثيل في العالم.
صنع أول جهاز«توكاماك» في العالم في معهد كورتشاتوف في عام 1955. كان لنشر ذلك النبأ وقع الصاعقة على الاسماع في العالم. كيف لا وقد تمكن العلماء في الإتحاد السوفيتي من السيطرة على البلازما الساخنة وحصرها ولو لمهلة قصيرة جدا. ومنذ ذلك الحين بدأت في البلدان المتطورة ازدهار حقيقي لتقنيات التوكاماك. إلا أن العلماء ما زالوا يدققون الحسابات النظرية ويجرون التجارب على البلازما. ثم جاءت الخطوة التالية لتطوير هذا الإتجاه العلمي في صنع مفاعل نووي حراري مكتمل.
كان الاتحاد السوفيتي قد طرح في حينه فكرة بناء مفاعل نووي حراري دولي تجريبي قائم على تقنيات «توكاماك». اما اليوم فتحتل روسيا بما لديها من خبرة أحد المواقع الرئيسية في مشروع «ايتر» الذي تشارك فيه كل من روسيا والولايات المتحدة وكندا والصين وكازاخستان والهند وكوريا واليابان والإتحاد الأوروبي.
اننا نعتبر من واجبنا المشاركة في مشروع «ايتر» الذي يؤمن الطاقة الكهربائية لأحفادنا. فهذا المشروع العلمي الأساسي يمثل احدث البرامج والمستجدات ويحمل الأمل إلى البشرية جمعاء ويمد الأيدي إلى اجيال المستقبل.
وهكذا فلدى زيارة مركز كورتشاتوف سوية مع برنامج «نبض المستقبل» ستتمكنون من الاطلاع على أفضليات صناعة الطاقة النووية الحرارية قياسا إلى النووية وكذلك من الاطلاع على المستجدات في مجال الطب النووي ومبتكرات تكنولوجيا النانو، كما ستتمكنون من زيارة البيت الذي عاش فيه ايغور كورتشاتوف اعظم عالم ذري سوفيتي.